# Гржималы
Гржималы (пол. Grzymała) — дворянский род польского происхождения.
Гржемислав Гржимала из Залесья пожалован в 1400 г. землею в Ломжинской земле. Казимир Гржимала владел поместьями в 1706 г. Его потомство внесено в I часть родословной книги Гродненской губернии.